# Sangalopsis fulvimedia
Sangalopsis fulvimedia är en fjärilsart som beskrevs av W. Warren 1904. Sangalopsis fulvimedia ingår i släktet Sangalopsis och familjen mätare. Inga underarter finns listade.